# Ferrós

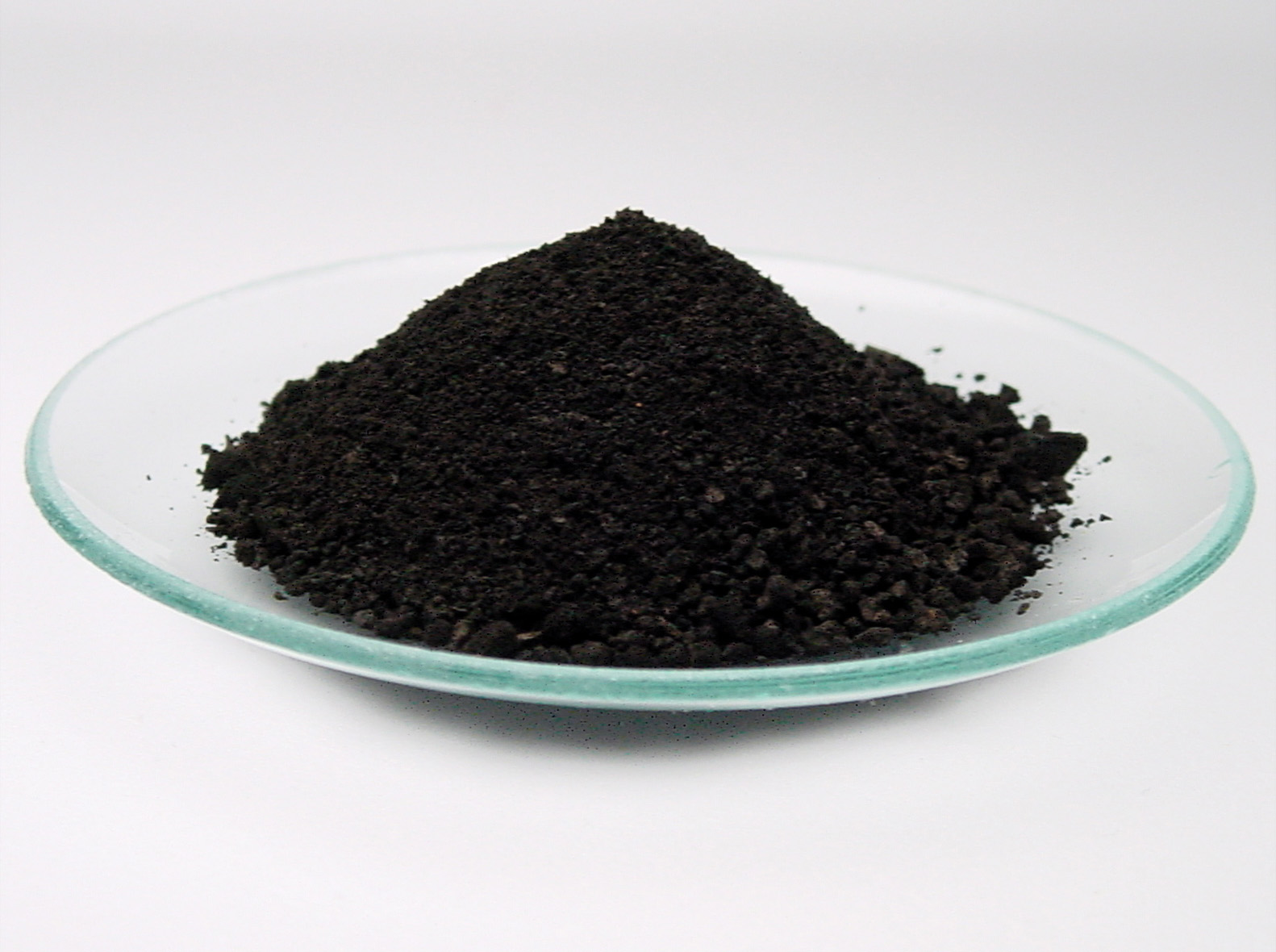
Òxid ferrós, més correctament s'anomena òxid de ferro(II).

Ferrós (Fe2+), en química, indica un compost químic divalent de ferro (en l'estat d'oxidació +2), ferròs s'oposa al fèrric, el qual indica un compost de ferro trivalent (estat d'oxidació +3). Actualment la nomenclatura segons IUPAC del ferrós és òxid de ferro(II).

diagrama Pourbaix del ferro aquós

Els metalls ferrosos inclouen l'acer i el lingot d'alt forn (amb un cert contingut de carboni) i els aliatges del ferro amb altres metalls (com l'acer inoxidable).
El terme no-ferrós es fa servir per indicar altres metalls i aliatges que no continguin una quantitat apreciable de ferro.